# Monodelphis domestica
Monodelphis domestica är en pungdjursart som först beskrevs av Johann Andreas Wagner 1842. Monodelphis domestica ingår i släktet pungnäbbmöss och familjen pungråttor. IUCN kategoriserar arten globalt som livskraftig. Inga underarter finns listade.
Arten når en kroppslängd (huvud och bål) av 10 till 15 cm och en svanslängd av 5 till 8 cm. Honor är med en vikt av 80 till 100 g lättare än hanar som väger 90 till 155 g. Pälsfärgen på ovansidan är hos de flesta ljusgrå, men exemplar med röda eller vita nyanser förekommer likaså. Monodelphis domestica saknar hår på svansen som i viss mån kan användas som gripverktyg.
Pungdjuret förekommer i centrala Brasilien, norra Paraguay, östra Bolivia och norra Argentina. Arten vistas i fuktiga gräs- och buskmarker samt i människans odlingar. Födan utgörs av ryggradslösa djur. Honor har vanligen fyra kullar per år och ibland upp till sex kullar. Per kull föds 3 till 14 ungar.
Arten är ett vanligt försöksdjur i laboratorium och förekommer även som sällskapsdjur.
Individerna är aggressiva mot varandra och hanar markerar sina revir med körtelvätska. För kommunikationen har arten olika kvittrande och barkande läten. Utöver ryggradslösa djur har arten frukter och små gnagare som föda. Monodelphis domestica är även aggressiv under parningsleken vad som kan orsaka sår. Ungarna föds efter 14 till 15 dagar dräktighet och de suger sig sedan fast vid en spene på moderns undersida. Honan saknar pung (marsupium). Ungarna diar sin mor i tre till fyra veckor och de blir efter ungefär tre månader självständiga.
Monodelphis domestica lever ungefär två i naturen och upp till sex år i fångenskap.

## Bildgalleri

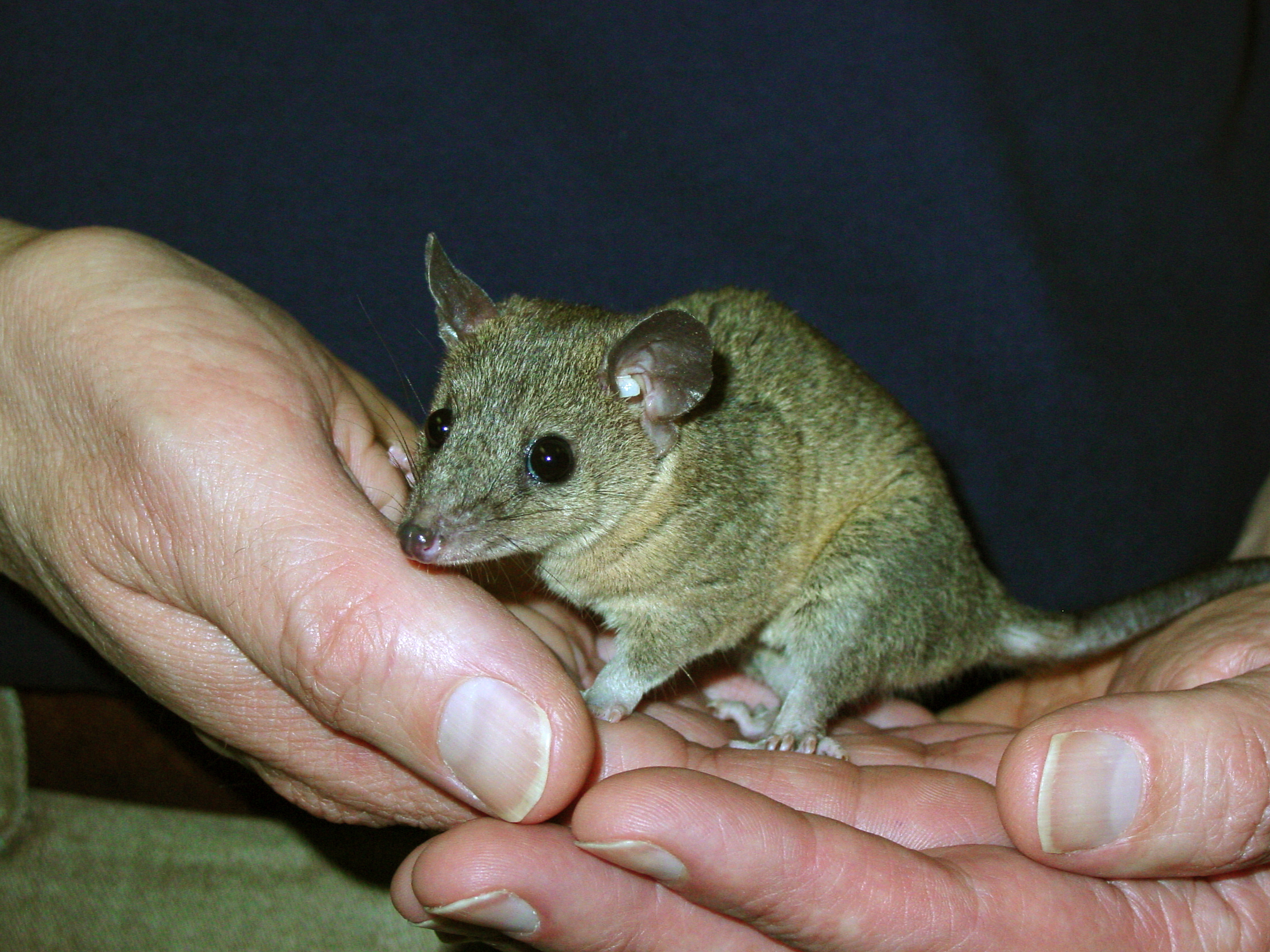